# Beirnaertia cabindensis
Beirnaertia cabindensis är en tvåhjärtbladig växtart som först beskrevs av Arthur Wallis Exell och Mendonca, och fick sitt nu gällande namn av Georges M.D.J. Troupin. Beirnaertia cabindensis ingår i släktet Beirnaertia och familjen Menispermaceae. Inga underarter finns listade i Catalogue of Life.